# یولیوس موزر
یولیوس موزر (آلمانی: Julius Moser; ۸ نوامبر ۱۸۶۳ – ۴ ژوئیهٔ ۱۹۲۹) یک حشره‌شناس اهل آلمان و متخصص در قاب‌بالان بود.
او بسیاری از گونه‌های جدید عمدتاً در گل‌خراش‌ها را توصیف کرده‌است.